# Michèle Rubli
Michèle Rubli (1951 – Whistler, 16 dicembre 1996) è stata una sciatrice alpina svizzera.

## Biografia
Sciatrice polivalente originaria di Neuchâtel, Michèle Rubli debuttò in campo internazionale al Critérium de la première neige 1968, il 14 dicembre a Val-d'Isère in slalom speciale (25ª); in Coppa del Mondo esordì il 10 gennaio 1969 a Grindelwald in discesa libera (33ª), conquistò il miglior risultato il 3 gennaio 1970 a Oberstaufen in slalom speciale (13ª) e prese per l'ultima volta il via il 18 gennaio 1972 a Grindelwald in discesa libera (32ª). Non prese parte a rassegne olimpiche o iridate. Dal 1977 al 1984 fu sposata con Bernhard Russi, a sua volta sciatore alpino; morì nel 1996 travolta da una valanga presso Whistler Blackcomb mentre praticava eliscì.

## Palmarès

### Campionati svizzeri
- 4 medaglie (dati parziali):
  - 3 ori (discesa libera[2], slalom gigante[2], combinata[senza fonte] nel 1970)
  - 1 bronzo (discesa libera[7] nel 1969)